# الفريق الكويتي للدراجات الهوائية
الفريق الكويتي للدراجات الهوائية هو الفريق الأول في الكويت في سباق الدراجات الهوائية، تأسس عام 2015.